# Friedrich-Wilhelm Hölling
Friedrich-Wilhelm Hölling (* 23. Januar 1915; † 22. Juni 1941) war ein deutscher Hürdenläufer, der sich auf die 400-Meter-Distanz spezialisiert hatte.
Bei den Leichtathletik-Europameisterschaften 1938 in Paris wurde er Fünfter.
1937 und 1939 (mit dem Europarekord von 51,6 s) wurde er Deutscher Meister.